# 1989年6月逝世人物列表
1989年逝世人物列表：1月 - 2月 - 3月 - 4月 - 5月 - 6月 - 7月 - 8月 - 9月 - 10月 - 11月 - 12月
1989年6月逝世人物列表，是用於匯總1989年6月期間逝世人物的列表。

## 依日期排序

### 1日
- Dharmasena Attygalle，64歲，斯裡蘭卡政治家。
- 埃默里·霍金斯（Emery Hawkins），77歲，美國動畫師。
- Aurelio Lampredi，71歲，義大利汽車和飛機發動機設計師。
- Alexis Lichine，75歲，俄羅斯葡萄酒作家和企業家。[1]
- Edward J. McShane，85歲，美國數學家，充血性心力衰竭。
- 查理斯·范登·沃爾（Charles Vanden Wouwer），72歲，英籍比利時國際足球運動員。

### 2日
- Guido Agosti，87歲，義大利鋼琴家和鋼琴教師。
- 史密斯·巴里爾（Smith Barrier），72歲，美國體育記者。
- Ted à Beckett，81歲，澳大利亞板球運動員。
- 迪克·梅爾，64歲，美國職業高爾夫球手。
- 弗雷德里克·普羅科什（Frederic Prokosch），83歲，美國作家。[2]
- 渡邊岳夫（Takeo Watanabe），56歲，日本音樂家和作曲家。

### 3日
- 鲁霍拉·穆萨维·霍梅尼，86或89歲，伊朗宗教領袖，伊朗最高領袖，心臟病發作。
- 弗蘭克·拉明（Frank Laming），80歲，蘇格蘭聖公會牧師。
- 韋恩·撒母耳（Wynne Samuel），77歲，威爾士政治家。

### 4日
- 迪克·布朗（Dik Browne），71歲，美國漫畫家，癌症。[3][4]
- 塞西爾·柯林斯（Cecil Collins），81歲，英國畫家和版畫家。
- 弗農·克拉克內爾（Vernon Cracknell），77歲，紐西蘭政治家。
- Franca Helg，69歲，義大利設計師和建築師。

### 5日
- Baby Huwae，49歲，荷蘭裔印尼女演員、模特和歌手。
- 安德列·蜜雪兒（André Michel），81歲，法國電影導演和編劇。
- 莫裡斯·菲力浦（Maurice Philippe），57歲，英國飛機和一級方程式賽車設計師。

### 6日
- 理查·格雷夫斯（Richard P. Graves），82歲，加州城市聯盟美國主任。
- 理查德·卡恩，83歲，英國經濟學家。
- 邁克爾·奧法雷爾（Michael O'Farrell），40歲，奧克蘭地獄天使摩托車俱樂部（Oakland Hells Angels Motorcycle Club）美國副主席，被謀殺。
- 歐內斯特·約翰·普里莫（Ernest John Primeau），79歲，美國羅馬天主教主教。
- Laxman Singh，81歲，印度鄧加普爾州最後一位執政大君（Maharaja）。

### 7日
- Donn Beach，82歲，美國冒險家、商人和二戰退伍軍人，肝癌。[5]
- 豪尔赫·科尔多瓦，76歲，智利國際足球運動員。
- 吉姆·克裡斯蒂（Jim Cristy），76歲，美國游泳運動員和奧運獎牌得主，厄普代克公司（Updike Company）的財務經理。
- 威廉·麥克萊恩·漢密爾頓，70歲，加拿大政治家。
- 奇科·蘭迪，81歲，巴西一級方程式賽車手。
- Nara Leão，47歲，巴西歌手，腦瘤。[6]
- Paulo Leminski，74歲，巴西作家、詩人和記者，肝硬化。
- 喬治·勞頓，79歲，英國足球運動員。
- Jane Weiller，77歲，美國高爾夫球手。

### 8日
- 比布·福爾克，90歲，美國職業棒球大聯盟球員。[7]
- 阿爾伯特·斯帕賈里（Albert Spaggiari），56歲，法國罪犯。[8]
- 埃米爾·韋爾班（Emil Verban），73歲，美國職業棒球大聯盟（American Major League）棒球運動員。[9]

### 9日
- 乔治·韦尔斯·比德尔，85歲，美國遺傳學家，諾貝爾生理學或醫學獎獲得者。[10]
- 拉希德·貝布多夫，73歲，亞塞拜然歌手和演員。[11]
- 諾曼·佈雷爾利（Norman Brearley），98歲，澳大利亞商業和軍事飛行員，澳大利亞航空業的先驅。
- 詹姆斯·霍斯特德（James Horstead），91歲，塞拉利昂聖公會主教和西非大主教。
- 弗拉基米爾·卡薩托諾夫（Vladimir Kasatonov），78歲，蘇聯軍事領導人和艦隊上將。
- 黃岩，76歲，中國政治家。
- 何塞·洛佩斯·雷加（JoséLópezRega），72歲，阿根廷政治家，社會福利部長，糖尿病。[12][13]
- 沃爾夫迪翠希·施努爾（Wolfdietrich Schnurre），68歲，德國作家，心力衰竭。
- 彼得·瓦西里耶夫，80歲，蘇聯現實主義畫家。

### 10日
- 詹姆斯·考恩·格林威，86歲，美國鳥類學家。
- 馬丁·科特勒，79歲，美國 NFL 橄欖球運動員。
- Juan Bustillo Oro，85歲，墨西哥電影導演、編劇和製片人。
- 理查·奎恩，68歲，美國演員、導演和歌手，開槍自殺。[14]
- 蘇萊曼·魯斯塔姆，83歲，蘇聯詩人、劇作家和翻譯家。
- 喬·斯特裡普，86歲，美國職業棒球大聯盟球員。

### 11日
- 羅納德·埃裡克·畢曉普（Ronald Eric Bishop），86歲，英國工程師，de Havilland 蚊式飛機的首席設計師。[15]
- 杰克·麦克马洪，60歲，美國 NBA 籃球運動員和教練。

### 12日
- 愛德華多·杜爾德，55歲，西班牙曲棍球運動員和奧運會獎牌得主。
- Nilufer Hanımsultan，73歲，奧斯曼公主。
- 盧·蒙特，72歲，義大利裔美國歌手。

### 13日
- Fran Allison，81歲，美國電視和廣播名人，骨髓增生異常。[16]
- 威廉·格拉索（William Grasso），義大利裔美國黑幫，被謀殺。
- Ray Sherry，64歲，澳大利亞政治家，澳大利亞國會議員。
- 霍華德·西蒙斯（Howard Simons），60歲，美國報人，水門事件醜聞發生時《華盛頓郵報》總編輯，胰腺癌。[17]

### 14日
- 扎拉·貝特夫人（Dame Zara Bate），80歲，澳大利亞時尚企業家，澳大利亞總理哈羅德·霍爾特（Harold Holt）的妻子。
- 彼特·德·弗雷塔斯（Pete de Freitas），27歲，英國音樂家和製作人，摩托車事故。
- 韦国清，75歲，中國政府官員、軍官、政委。
- 希伯·奧斯汀·拉德納（Heber Austin Ladner），86歲，美國政治家，密西西比州國務卿，心臟病。
- 約瑟夫·馬盧拉，71歲，剛果大主教和紅衣主教。[18]
- Yitzchok Yaakov Weiss，87歲，耶路撒冷Edah HaChareidis的以色列拉比，心臟病發作。

### 15日
- 莫裡斯·貝勒馬雷，77歲，加拿大政治家，糖尿病。
- 羅伯托·卡馬迪爾（Roberto Camardiel），71歲，西班牙戲劇導演和演員，骨病。
- 維克多·弗蘭奇，54歲，美國演員和導演，肺癌。[19]
- 裘蒂·詹森（Judy Johnson），89歲，美國黑人聯盟棒球運動員。[20]
- Ray McAnally，63歲，愛爾蘭演員，心臟病發作。[21]
- 路易士·里切里，88歲，義大利羅馬天主教神父。

### 16日
- 黑尔佳·哈泽，55歲，東德速度滑冰運動員和奧運會金牌得主。
- 西莉亞·林奇（Celia Lynch），81歲，愛爾蘭政治家。
- 安東尼奧·羅曼（Antonio Román），77歲，西班牙電影導演、編劇和電影製片人。
- 約翰·威斯布魯克，66歲，英國演員。

### 17日
- 大卫·格里格斯，49歲，美國海軍軍官和美國宇航局宇航員。
- 約翰·馬圖紮克，38歲，美式橄欖球運動員和演員，意外服藥過量。[22]
- 派特·派克，45歲，美國詩人和活動家，乳腺癌。

### 18日
- 埃尼奧·巴爾博，67歲，義大利電影、電視和配音演員。
- 鮑比·克羅斯，57歲，美國NFL足球運動員。
- George C. Pimentel，67歲，美國化學家和研究員，腸癌。[23]
- I. F. Stone，81歲，美國調查記者、作家和作家，心臟病發作。[24]

### 19日
- 貝蒂·阿爾維爾，82歲，愛沙尼亞詩人。
- 葉夫根尼·卡巴諾夫，70歲，蘇聯海軍航空兵少將。
- 安德列·普羅科菲耶夫，30歲，蘇聯短跑運動員和奧運金牌得主，自殺。

### 20日
- Dona Drake，74歲，美國歌手、舞蹈家和電影女演員，肺炎。

### 21日
- 羅恩·貝利（Ron Bailey），75歲，澳大利亞國際橄欖球聯盟足球運動員。
- 李·卡尔霍恩，56歲，美國跨欄運動員，兩枚奧運金牌得主。[25]
- 亞歷山大·薩夫羅諾夫，36歲，蘇聯速度滑冰運動員和奧運選手。
- 埃德蒙·索爾伯格（Edmond Sollberger），68歲，土耳其-瑞士-英國博物館館長，蘇美爾語學者。

### 22日
- Anton Dermota，79歲，斯洛維尼亞抒情男高音。[26]
- 威廉·弗萊徹-威恩，80歲，英國政治家，上議院議員。
- 羅伯特·科爾納，64歲，奧地利國際足球運動員。
- 亨利·索格（Henri Sauguet），88歲，法國作曲家。[27]
- 以撒·斯塔爾（Isaac Starr），94歲，美國醫生、心臟病專家和臨床流行病學家。[28]

### 23日
- 米歇尔·阿弗拉克（Michel Aflaq），79歲，敘利亞哲學家和阿拉伯民族主義者，心臟手術併發症。[29]
- 維爾納·貝斯特（Werner Best），85歲，德國納粹黨領導人，黨衛軍特別行動隊准軍事敢死隊的召集人。[30]
- 蒂莫西·曼寧（Timothy Manning），79歲，愛爾蘭裔美國羅馬天主教大主教。[31]

### 24日
- 羅素·梅格斯，86歲，英國古代歷史學家。
- 美空雲雀，52歲，日本歌手和演員。[32]
- Ghulam Raziq，56歲，巴基斯坦跨欄運動員和奧運選手。
- 俄羅斯王子瓦西裡·亞歷山德羅維奇（Vasili Alexandrovich），81歲，沙皇尼古拉二世（Tsar Nicholas II）的俄裔美國侄子。[33]

### 25日
- 伊德里斯·考克斯（Idris Cox），89歲，威爾士共產主義活動家和報紙編輯。
- M. A. Daniel，35歲，斯里蘭卡政治家，被謀殺。

### 26日
- 霍華德·查理斯·格林，93歲，加拿大聯邦政治家。
- 沃爾特·拉爾斯頓·馬丁（Walter Ralston Martin），60歲，美國浸信會基督教牧師和作家。
- 英格·斯特德（Inger Stender），76歲，丹麥舞臺、電影和電視女演員。

### 27日
- 阿尔弗雷德·朱尔斯·艾耶尔，78歲，英國哲學家。[34]
- 傑克·布特爾，73歲，美國影視演員。[35]
- 多蘿西·布利特（Dorothy Bullitt），97歲，美國女商人和慈善家。
- 蜜雪兒·盧波，56歲，義大利電影導演。[36]
- 格雷戈里·麥克馬洪（Gregory McMahon），74歲，美國政治家，美國眾議院議員。
- 斯蒂萬·維洛蒂奇，63歲，南斯拉夫足球運動員兼經理。

### 28日
- 卡爾·本德森（Karl Bendetsen），81歲，美國政治家和軍官，美國陸軍副部長。
- 尤里斯·伊文思（Joris Ivens），90歲，荷蘭紀錄片製片人。[37]
- 邁克·塞巴斯蒂安，79歲，美國NFL足球運動員。

### 29日
- 森一生，78歲，日本電影導演。

### 30日
- Hilmar Baunsgaard，69歲，丹麥政治家，丹麥首相。[38]
- 約翰·布盧姆菲爾德，87歲，澳大利亞政治家。
- 吉姆·杜瓦（Jim Dewar），67歲，美式足球運動員。
- 羅斯季斯拉夫·普利亞特，80歲，俄羅斯舞台和電影演員。